# Jaguar S-Type (1998)
De Jaguar S-Type is een model uit de hogere middenklasse van de Engelse autofabrikant Jaguar.
In 1998 werd deze vierdeurs-sedan voor het eerst getoond op de British International Motor Show in Birmingham. Het retro-ontwerp van Geoff Lawson, gebouwd op het DEW98-platform van Ford, is duidelijk geïnspireerd door het gelijknamige klassieke model dat in 1963 werd geïntroduceerd.